# 팔로스데라프론테라
팔로스데라프론테라 (es)는 스페인 남서부 우엘바 지방, 안달루시아주에 위치한 도시이자 자치체이다. 주도인 우엘바에서 약 13 km (8 mi) 떨어져 있다. 2015년 인구 조사에 따르면 도시 인구는 10,365명이었다. 1492년 크리스토퍼 콜럼버스가 항해를 시작하여 마침내 아메리카에 도달한 곳으로 가장 유명하다.

## 역사
팔로스의 공식적인 설립 날짜는 1322년으로, 당시 이 도시는 알폰소 11세에 의해 알론소 카로와 그의 아내 베렝겔라 고메스에게 주어졌다. 하지만 이 도시는 그 이전 세기부터 구석기 시대, 타르테소스, 로마 제국, 서고트족, 그리고 무슬림 거주자들에 의해 점유되었을 수도 있다. 팔로스의 이름은 라틴어 단어 palus("석호")에서 유래했다. 1642년 5월에 "프론테라의 팔로스(Palos de la Frontera)"라는 별칭을 얻었다.
알폰소 11세에 의해 도시로 설립될 당시, 팔로스는 니에블라의 알모하드 왕국의 일부였으며, 인구가 어업으로 생계를 유지하고 해적과 폭풍으로부터 지역의 지리적 보호를 이용하는 작은 중심지였다.
알바르 페레스는 이 도시의 진정한 설립자로 여겨진다. 그는 1379년 후안 1세가 페레스 데 구스만이 우엘바와 히브랄레온을 포기해야 했던 사실을 보상하기 위해 팔로스와 비야알바델알코르를 그에게 주었을 때 겨우 열네 살이었다. 알바르 페레스 데 구스만은 후안 1세로부터 팔로스에 정착한 첫 50가구에 세금을 부과할 권리를 받았고, 팔로스 주변의 땅을 올리브 나무 재배와 올리브유 생산에 활용하기 시작했다. 알바르 페레스 데 구스만 사망 후, 그의 미망인 엘비라 데 아얄라(카스티야 재상의 딸)는 1434년 사망할 때까지 남편의 작업을 계속했다.
팔로스의 황금기는 15세기에 (특히 1470년에서 1479년 사이에) 일어났다고 여겨지며, 이때 인구는 2,500명으로 증가했고, 어업과 기니로의 해상 탐험을 기반으로 한 경제가 번성했다.
팔로스는 카스티야 왕위 계승 전쟁을 이용하여 카스티야 연합왕국과 포르투갈 간의 전쟁이 되었고, 포르투갈의 대서양 무역 지배에 도전했다. 카스티야 해군은 항상 팔로스 출신의 해상 전문가들을 포함하고 있었다.
...오직 팔로스 사람들만이 기니의 고대 바다를 알고 있었고, 전쟁 초부터 포르투갈군과 싸우는 데 익숙했으며, 비천한 물품과 교환하여 얻은 노예들을 그들에게서 빼앗는 데 익숙했다
 — 알폰소 데 팔렌시아, 엔리케 4세 연대기
그러나 전쟁은 카스티야군에게 패배로 끝났고, 페르난도와 이사벨은 알카소바스 조약 (1479)에서 카나리아 제도를 제외한 모든 대서양 및 서아프리카 영토와 해상 권리를 포기했다. 그럼에도 불구하고 많은 팔로스 원주민들은 이 협정을 위반하고 대서양에서 포르투갈의 해상 항로를 침범했다.
1492년 8월 3일, 핀타호, 니냐호, 산타마리아호가 팔로스를 출발했다. 배에는 크리스토퍼 콜럼버스의 스페인 선원들과 팔로스 원주민인 핀손 형제가 타고 있었다. 팔로스에는 콜럼버스가 발견 탐험 계획에 대해 프란치스코회와 협의했던 라 라비다 수도원도 있다. 세 척의 스페인 선박은 1492년 10월 12일 신대륙에 상륙했다. 산타 마리아호는 아메리카 해역에서 침몰했지만, 나머지 두 척의 배는 1493년 3월 15일 팔로스로 돌아왔다.
팔로스는 그 후 수세기 동안 신대륙의 정착과 기독교화에 중추적인 역할을 했다. 라 라비다는 아메리카의 기독교 복음화에 중심적인 역할을 했다. 라 라비다는 프란치스코 수도원이었기 때문에, 그 수도회가 이 기독교화에 지배적인 역할을 했으며, 최초의 선교사 중 일부는 후안 이스키에르도, 후안 데 팔로스, 후안 세라도, 페드로 살바도르, 알론소 벨레스 데 게바라, Juan Quintero (missionary), 토마스 데 나르바에스, 그리고 프란시스코 카마초를 포함한 팔로스 원주민들이었다.
1503년 세비야에 카사 데 콘트라타시온이 설립되면서 팔로스는 쇠퇴기를 겪었다. 팔로스 원주민들은 아메리카나 세비야로 이주했고, 팔로스는 곧 자체적인 항해 선박이 거의 없게 되었다. 18세기에는 도시 인구가 약 125명에 불과했다. 그러나 같은 세기에 카탈루냐 투자자들이 팔로스를 중심으로 포도재배 산업을 설립했고, 인구는 천천히 1492년 이전 수준으로 회복되었다. 팔로스는 또한 새우 산업의 중심지로 변모했고, 현재 유럽 연합으로 수출되는 "프레손 데 팔로스"(팔로스산 가든 딸기) 재배의 중심지가 되었다.
1926년 6월 22일, 대서양을 횡단한 최초의 비행정, 플러스 울트라 비행정이 팔로스에서 이륙했다. 6단계로 이루어진 이 비행은 아르헨티나 부에노스아이레스에서 끝났다. 알폰소 13세는 플러스 울트라를 아르헨티나 해군에 기증했고, 이는 우편 서비스 비행기로 사용되었다. 아르헨티나는 스페인에 이카로스 동상을 기증했으며, 이 동상은 라 라비다에 위치해 있다. 알폰소 13세는 이 시기에 팔로스에게 도시의 지위를 부여하기도 했다.
교황 요한 바오로 2세는 1993년 6월 14일 팔로스를 방문했는데, 이는 교황이 이 도시를 방문한 유일한 경우이다. 요한 바오로 2세는 상징적으로 팔로스의 수호성인인 기적의 성모(Virgen de los Milagros)에게 대관식을 치렀다.
마드리드 지하철에는 이 도시의 이름을 딴 역이 있다.
1850년에 시카고 남서쪽에 위치한 일리노이주 트렌턴의 작은 마을은 팔로스로 이름을 변경했다. 이 권고는 지역 우체국장인 M. S. 파월에 의해 이루어졌는데, 그의 조상 페드로 알론소 니뇨는 크리스토퍼 콜럼버스와 함께 팔로스데라프론테라에서 항해했다. 1914년 마을로 법인화되면서 팔로스는 공식적으로 팔로스 파크가 되었다. 인근의 팔로스 힐스와 팔로스 하이츠는 나중에 법인화되었다. 세 자치단체 모두 팔로스 타운십 내에 위치해 있다.

## 자매 도시
- 칼리, 콜롬비아[13]
- 라티나, 이탈리아
- 라구스, 포르투갈

## 같이 보기
- 콜럼버스와 관련된 장소들
- 크리스토퍼 콜럼버스
- 콜럼버스의 항해
- 핀손 형제
- 발견자 기념비
- 우엘바 지방의 자치체 목록